# Bernardia obovata
Bernardia obovata là một loài thực vật có hoa trong họ Đại kích. Loài này được L.M.Johnst. mô tả khoa học đầu tiên năm 1940.